# Biserica Pogorârea Sfântului Duh din Măru

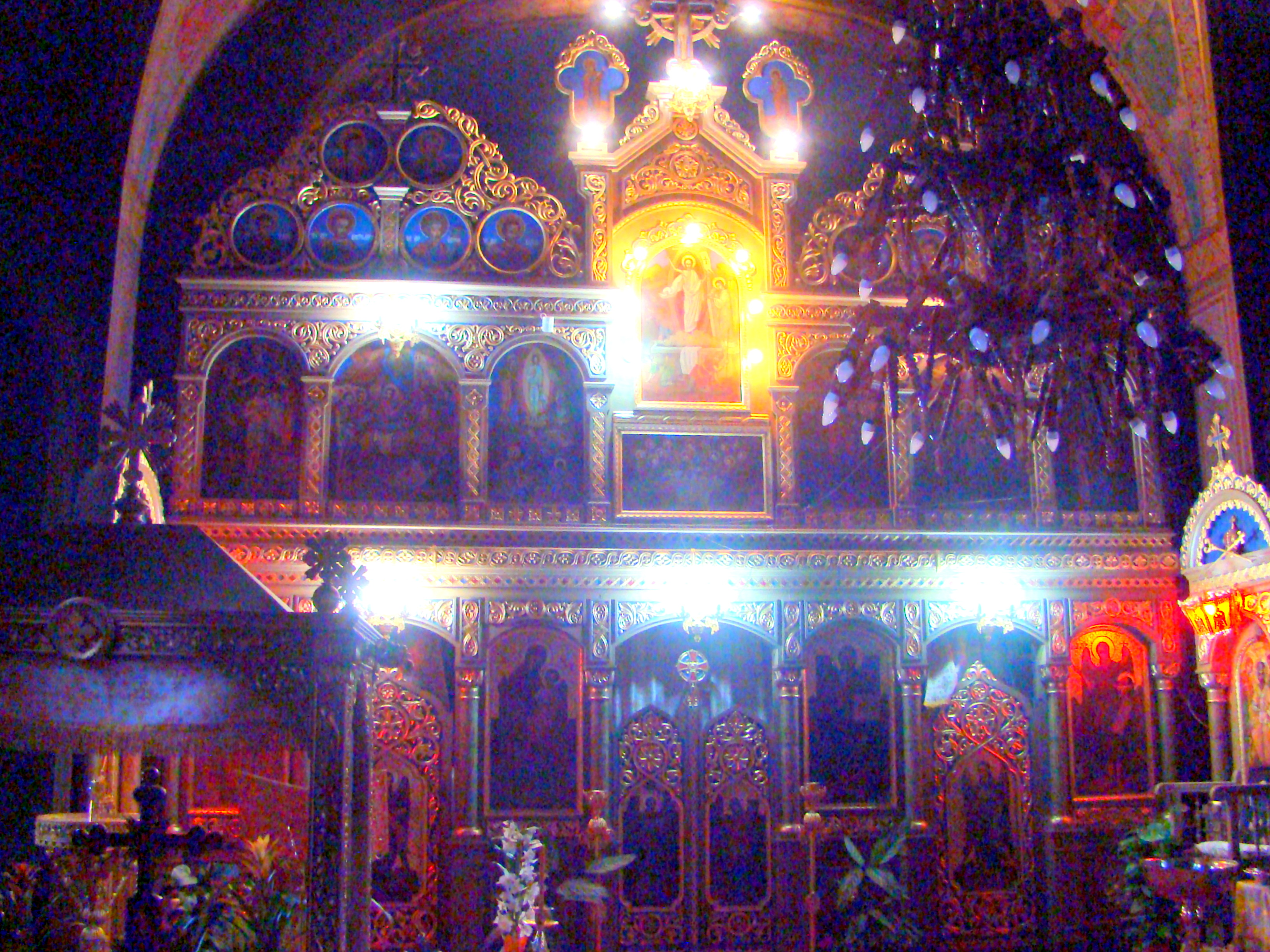
Iconostasul

Biserica Pogorârea Sfântului Duh este un monument istoric aflat pe teritoriul satului Măru, comuna Zăvoi, județul Caraș-Severin. Figurează pe lista monumentelor istorice  CS-II-m-B-11127.

## Localitatea
Măru este un sat în comuna Zăvoi din județul Caraș-Severin, Banat, România. Prima mențiune documentară este din anul 1387.

## Istoric și trăsături
Biserica a fost ridicată în anul 1792 și reconstruită între 1936-1939. în timpul păstoririi preotului Gheorghe Popovici, fiu al satului, care în calitate de președinte al Sfatului Național Local a participat la Adunarea Națională de la Alba-Iulia la 1 Decembrie 1918. Biserica adăpostește o icoană a Maicii Domnului făcătoare de minuni, datată din anul 1520, care a fost pictată în Muntele Athos și donată parohiei. Icoana de la Măru este purtată în fiecare an în pelerinaj la praznicul Nașterii Sfântului Ioan Botezătorul, la hramul Schitului Poiana Mărului.

## Imagini

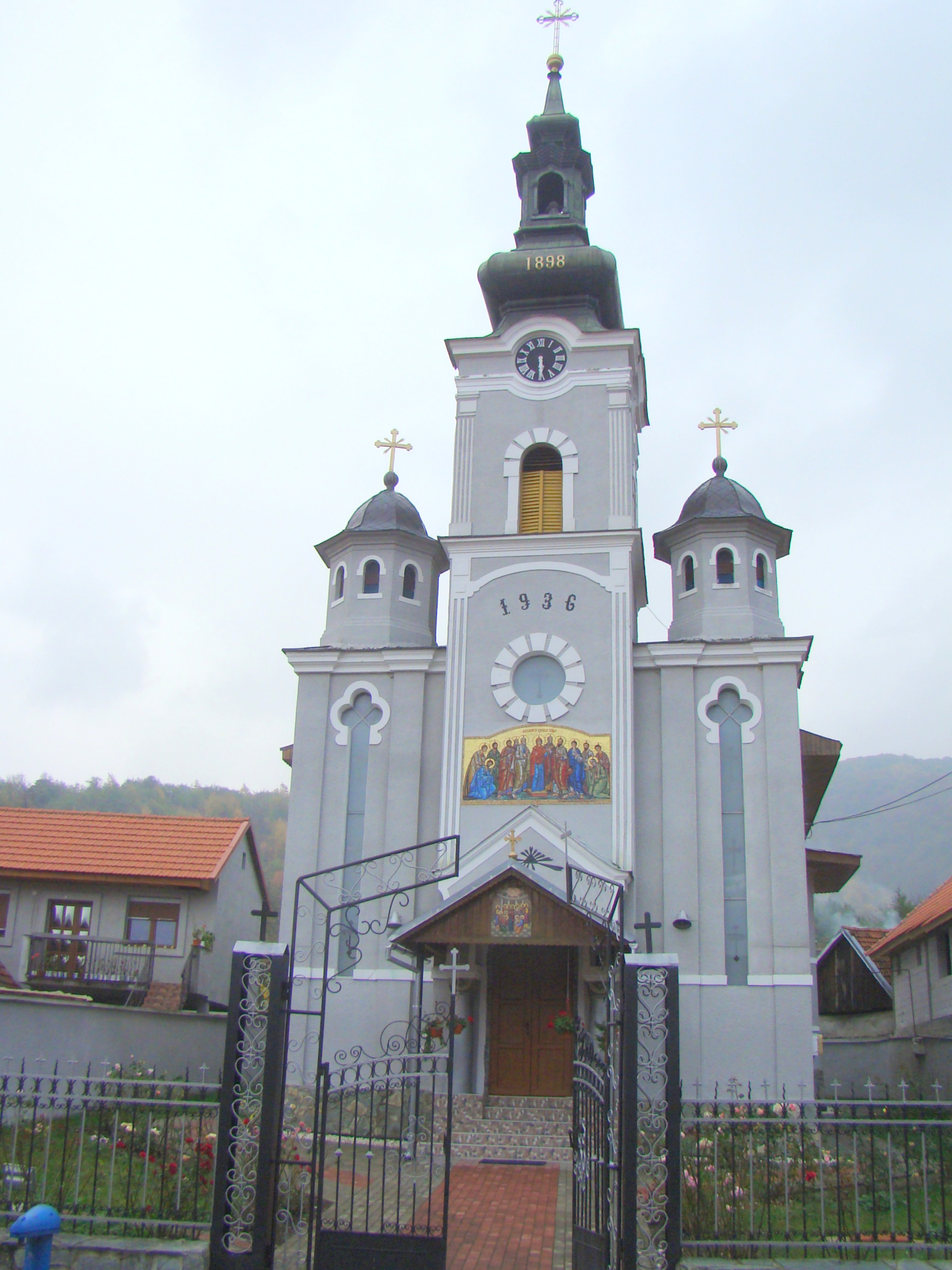
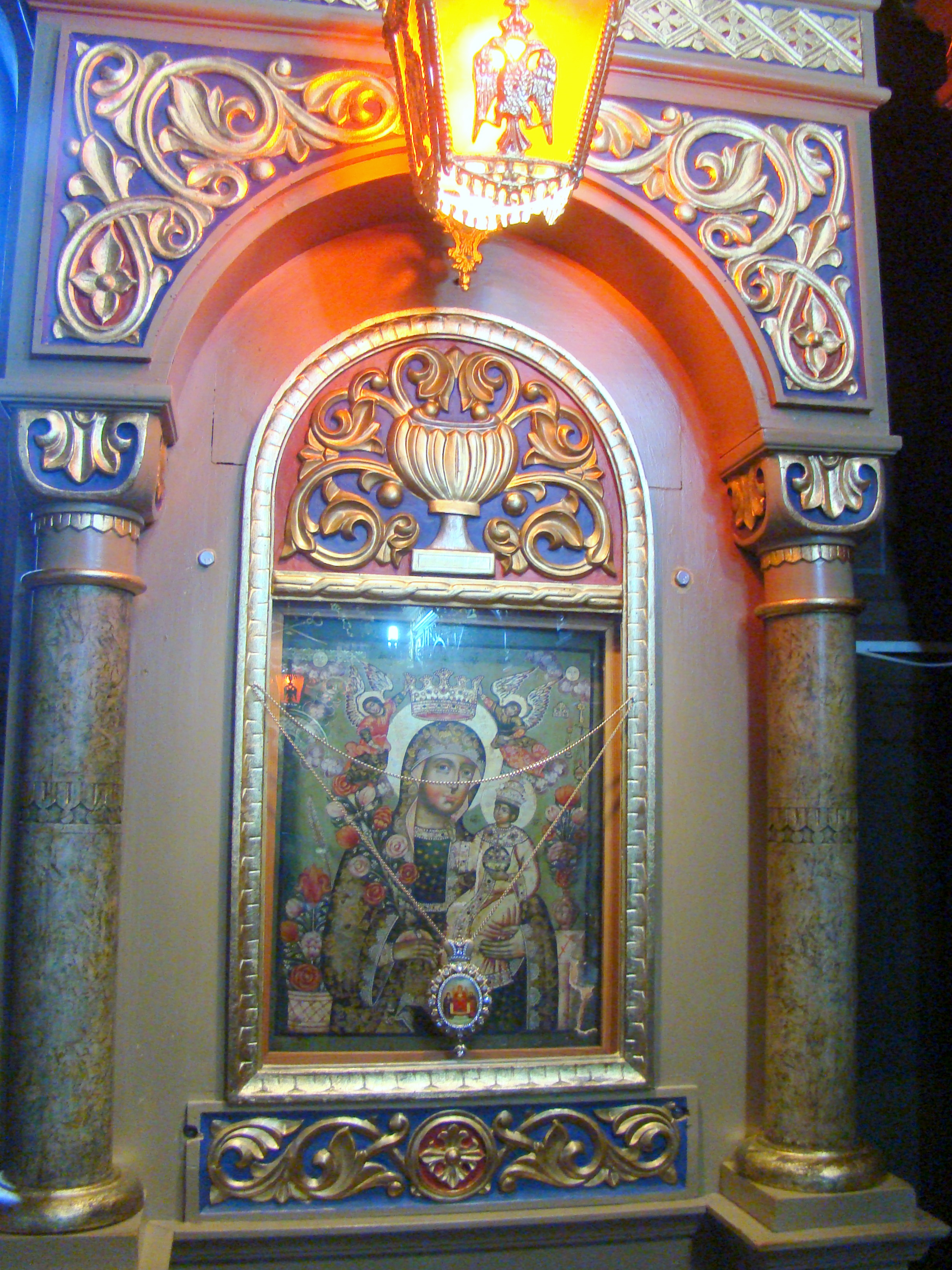
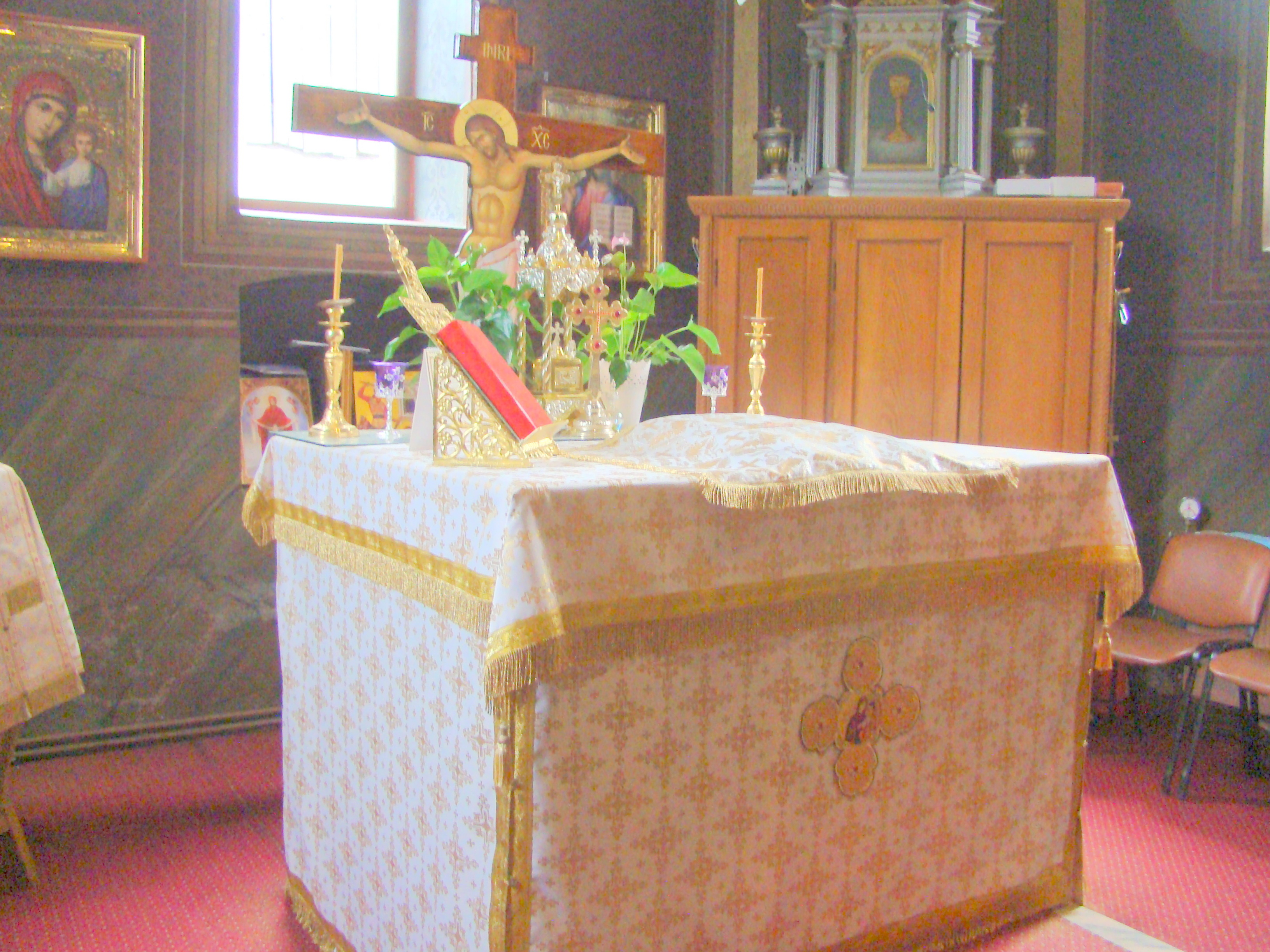
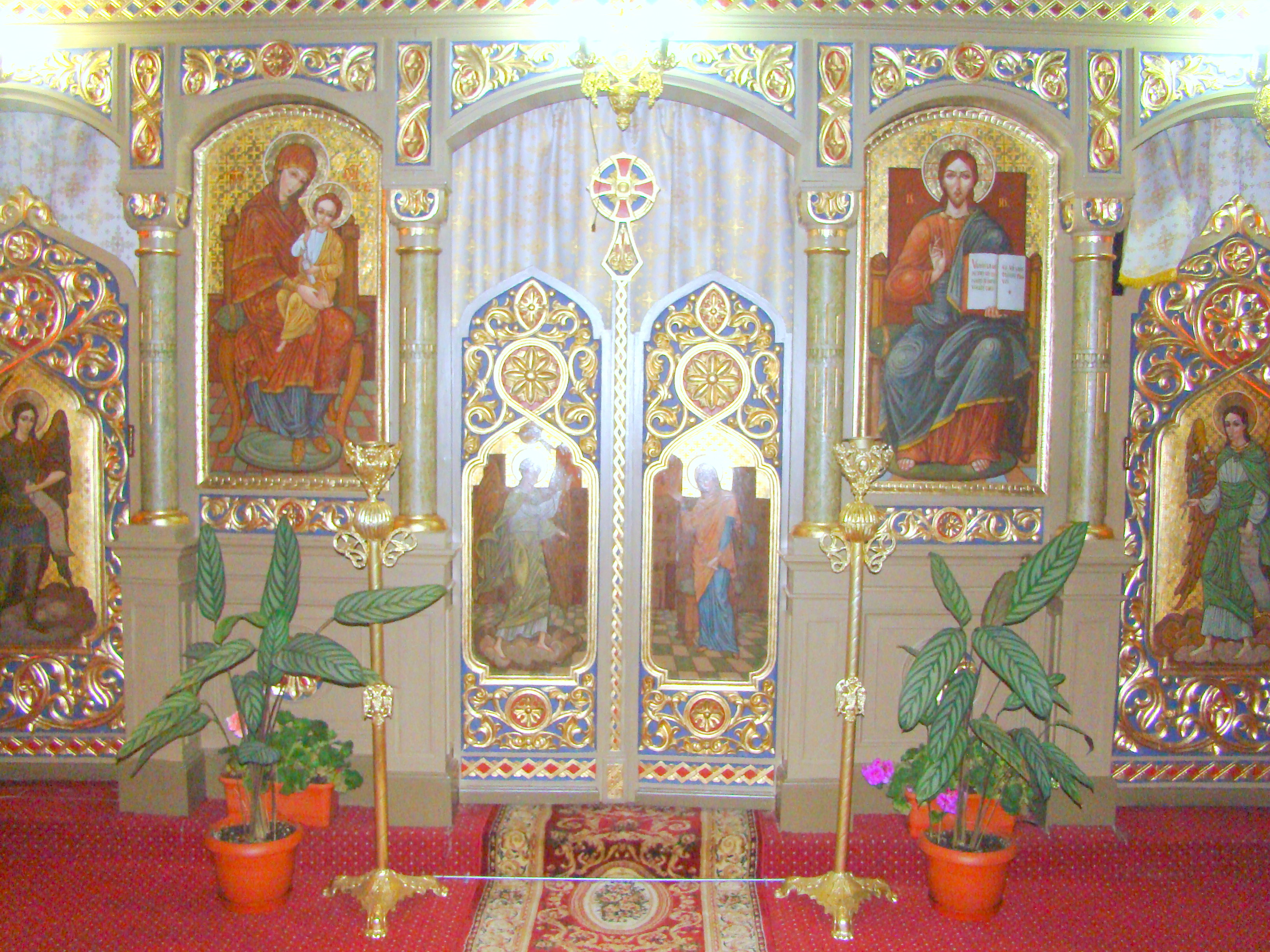
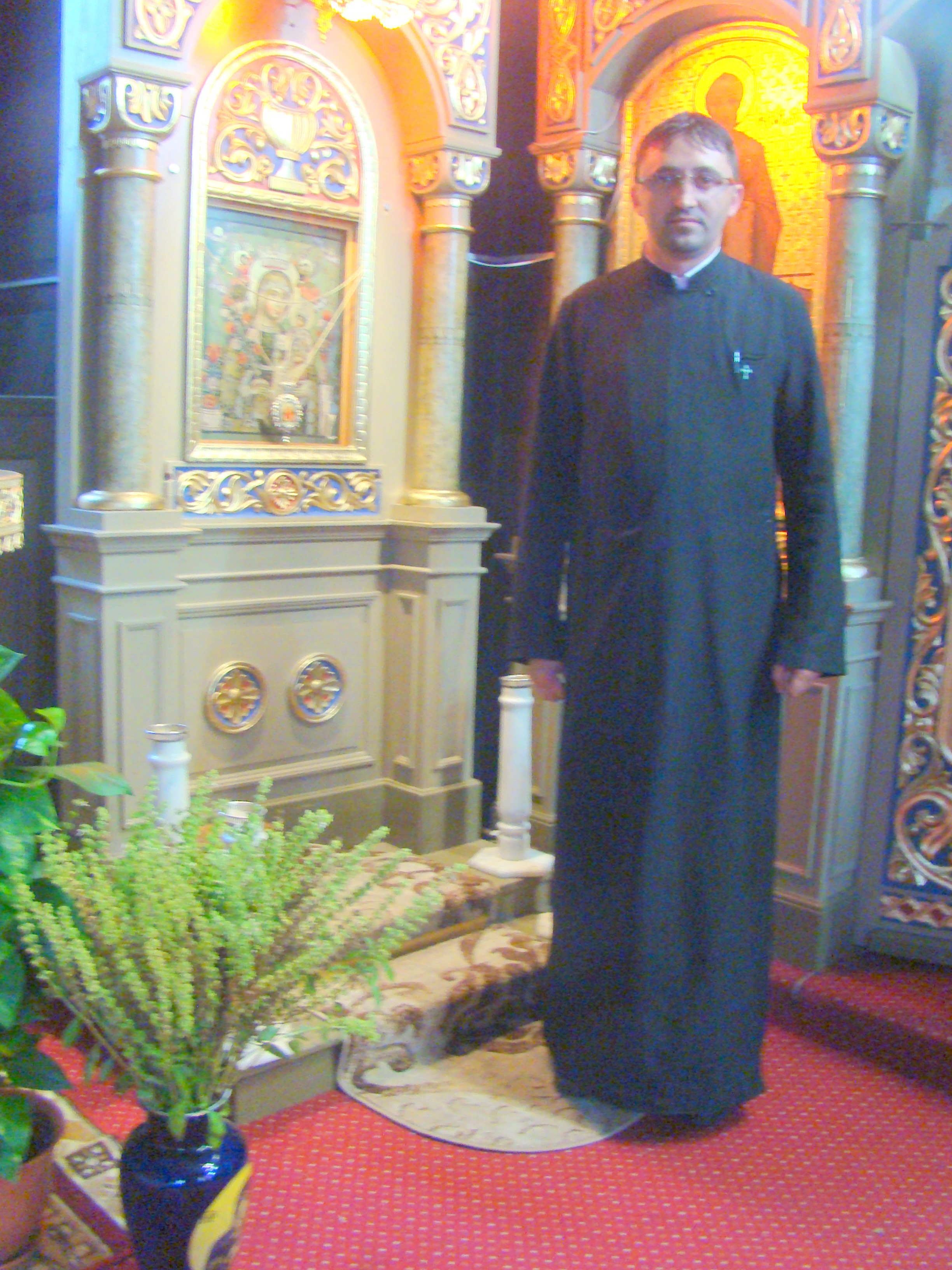
Preotul bisericii „Pogorârea Sfântului Duh”, sat Măru; comuna Zăvoi: Nicolae Pavel Negrei
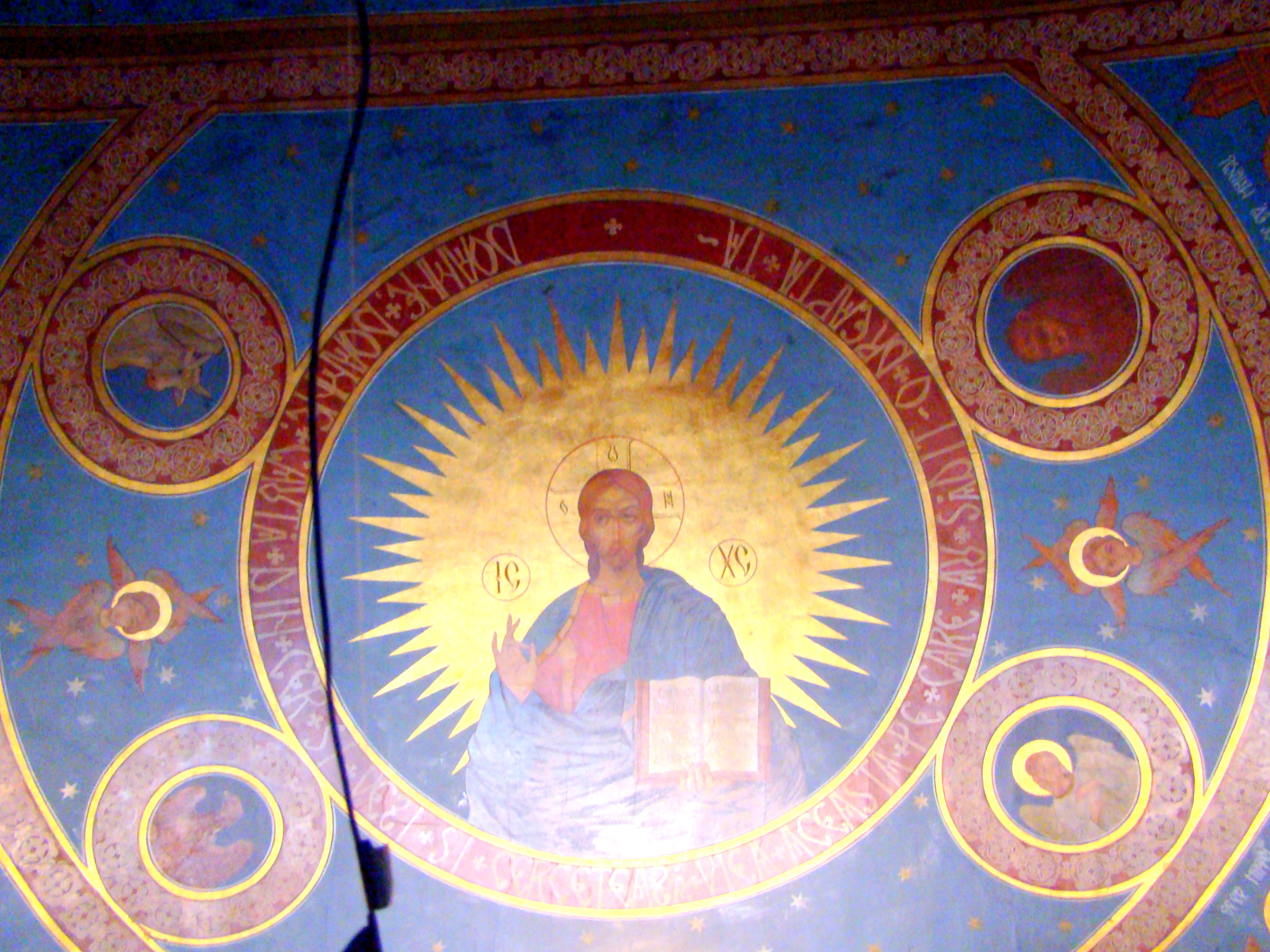
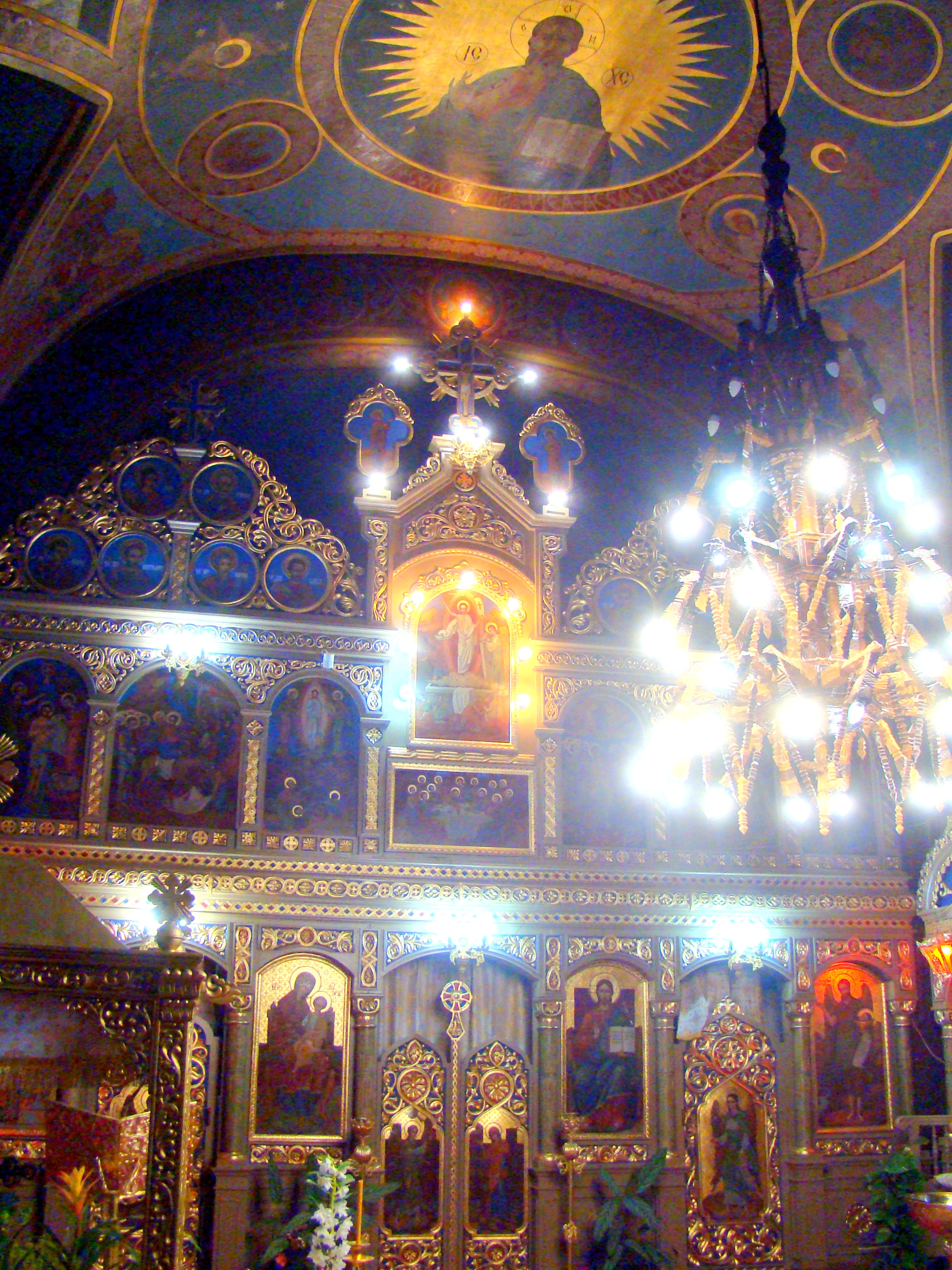
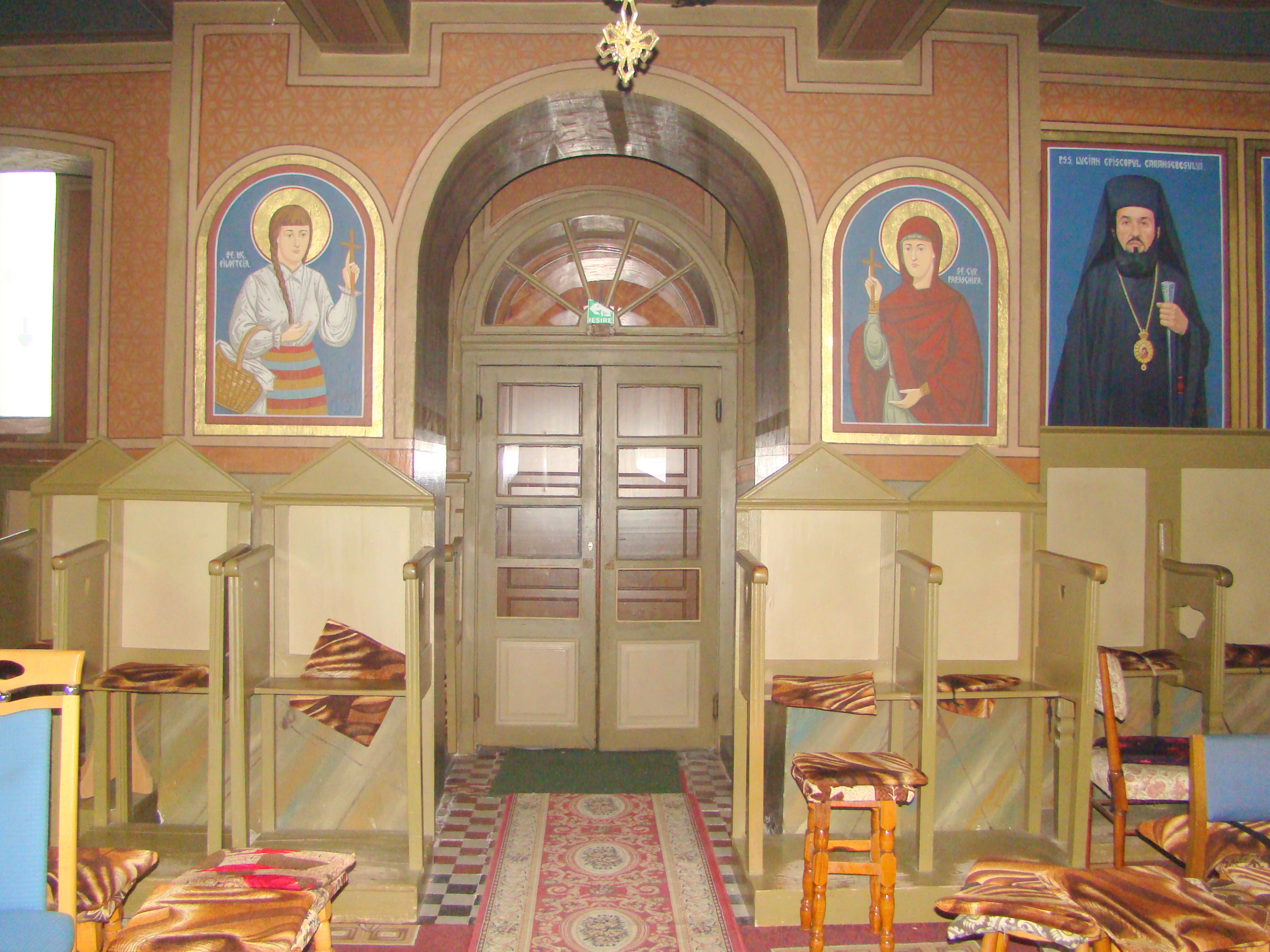
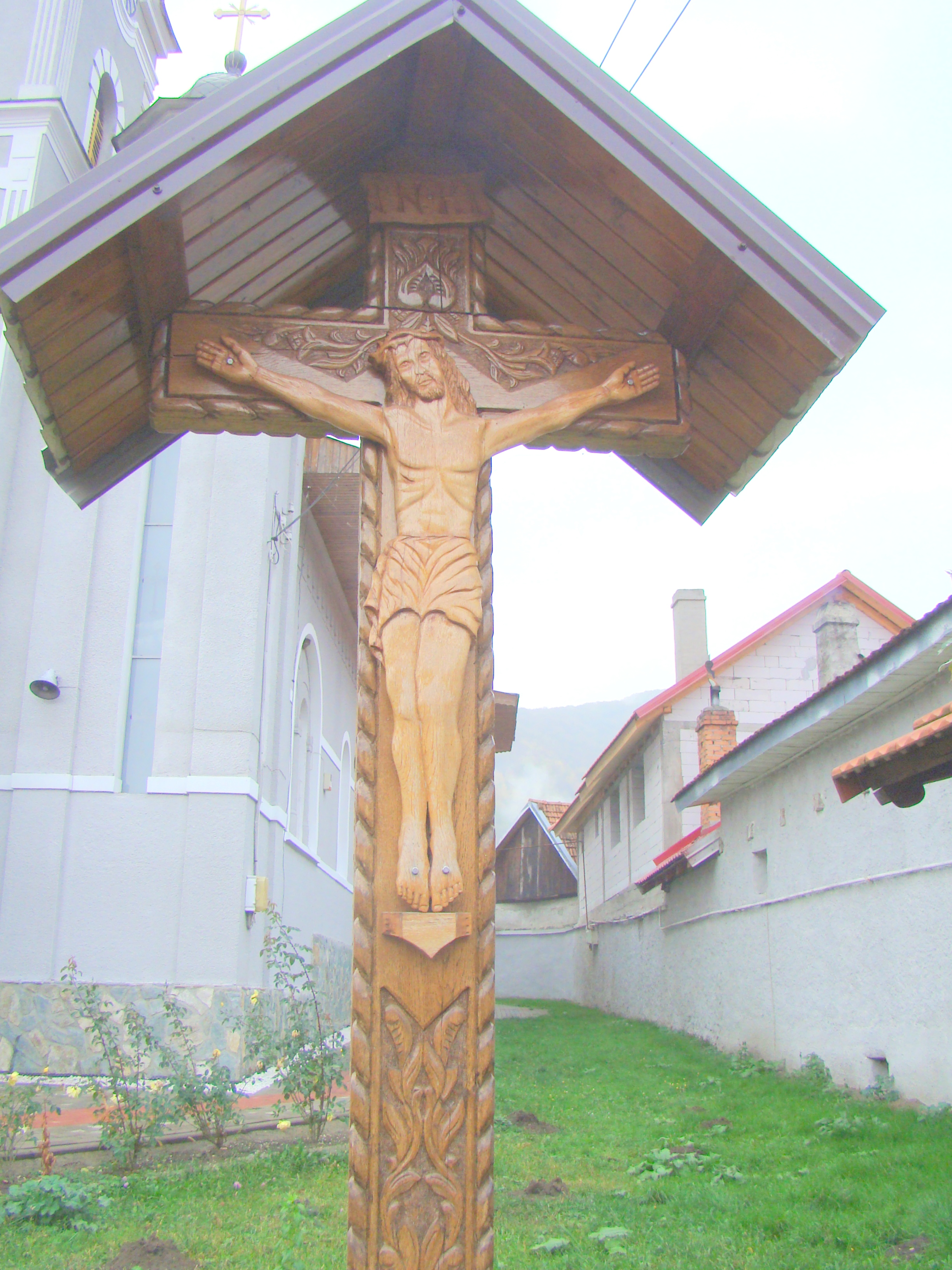
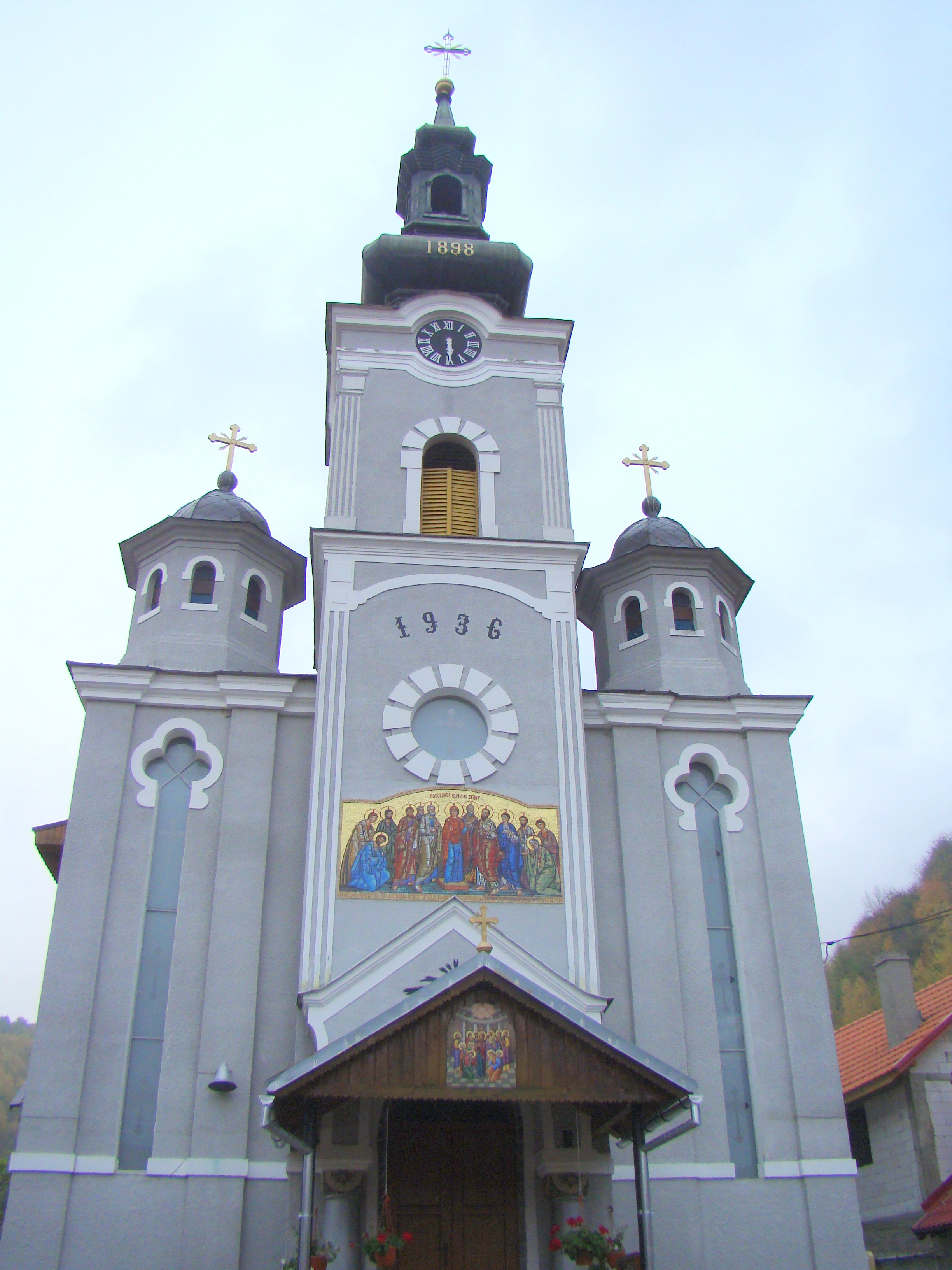